# 落語研究会 (サークル活動)
落語研究会（らくごけんきゅうかい）は、部活動・クラブ活動・サークル活動のひとつである。落語の鑑賞や研究を主とするが、実演や興行などを行う場合も多い。
略称は「落研」。当初は「らっけん」と読まれていたが、ある時期から湯桶読みされて「おちけん」と読まれることが圧倒的に多くなった。「落ち研」と表記されることも多い。

## 大学の落語研究会
早稲田大学で、小沢昭一、大西信行、加藤武らが、落語研究会を創設したのが、（学校での）落語研究会の創始である（名称は「寄席文化研究会」としたかったが、大学に認めてもらえず「庶民文化研究会」とした）。小沢や加藤の卒業後に活動はいったん途絶えたが、1954年（昭和29年）頃から復活、暉峻康隆や石川栄躍などの協力も得て、新進気鋭の若手プロ落語家を招いて落語会を開催するようになる。
組織ごとにサークルは存在するが、大学の部活動・クラブ活動・サークル活動が特に知られている。プロ落語家によって指導されることも多く、プロ落語家の供給源ともなってきた。
アマチュア落語といっても、現役大学生が所属する落語研究会と社会人を中心とした天狗連とのつながりは少ないが、大学卒業後、アマチュアとして落語を続けるために天狗連に入会するケースはある。
落語研究会が無い大学の学生が落語の腕を磨き交流するために他大学の落語研究会に籍を置く場合もあるが、コンテストなどに出場する場合は、あくまで入学した大学の所属（本来の学籍）で出場する。
早稲田大学落語研究会出身であるサンキュータツオがキュレーターを務める渋谷らくごでは、一般料金・学生料金とは別に、割安な「落研料金」を設定している。

### 連合組織
1966年（昭和41年）5月、野村雅昭（東京教育大学学生、後の日本語学会会長）らが14の大学の落語研究会を組織して「全関東大学落語連盟」を結成した。略称は「全落連」。「全学連」のもじりである。機関誌『落語』を発刊した。野坂昭如が小説化している。
それとは別に、2005年（平成17年）、関東落研連合（関落連）が結成された。
また、2011年（平成23年）に東海地区では東海落研連合（東落連）が結成された。
1950年（昭和25年）に結成された東京大学落語研究会は落語の研究で知られている。OBたちは「東大落語会」という名で組織され、今日まで以下の研究書を出版している。
- 『落語事典』
- 『三遊亭小円朝集』 （3代目三遊亭小円朝は東京大学落語研究会の指導をしていた）
- 『三遊亭小圓朝 : 三代目三十三回忌追悼・四代目襲名記念集』
- 『三遊亭金馬集』 （3代目）
- 『桂小南集』 （2代目）

他に「東京大学落語研究会OB会」名義で
- 『円生全集』（6代目）
- 『柳家小さん集』（5代目）

ほか、代表格の山本進の単独著書は多数出版されている。

### 全国大会
地域おこしや学生の才能の発掘の一環として、落語研究会所属の学生を対象とした全国規模の大会が開催されている。

#### 全日本学生落語選手権・策伝大賞
岐阜県岐阜市が2004年（平成16年）より毎年開催している。岐阜市は落語の祖・安楽庵策伝の出身地であり、笑いと感動のまちづくり運動の一環として行われている。優勝者には「策伝大賞」が贈られる。入賞を経て、卒業してからプロの落語家となった者も多い。大賞賞品は賞状・トロフィー・賞金30万円と副賞（風呂敷・高座座布団）。初回からNHK岐阜放送局が主催についており、NHK岐阜でも放送がある。
- ホームページ： 笑いと感動のまちづくりホームページ

#### 尼崎落研選手権
兵庫県尼崎市主催。尼崎は桂米朝・ダウンタウンをはじめとしたお笑い芸人ゆかりの地であることなどから、新人お笑い尼崎大賞とは別に、2015年（平成27年）より市内の近松記念館で開催。関西を中心とした大学の落語研究会から各大学代表者1人が出場。大賞の賞品は賞状・賞金5万円・むぎチョコ1年分。
全国学生落語会　～大阪冬の陣～
大阪府池田市・大阪冬の陣実行委員会（いけだ市民文化振興財団、大阪大学落語研究部）主催。2002年から開催。全国の大学落語研究会が参加して落語や漫才を披露する。会場は池田市民文化会館小ホール。コンテスト形式ではない。

#### 学生落語王者決定戦てんしき杯
岐阜県岐阜市で、演芸プロモーターの男性が2010年（平成22年）から2018年（平成30年）まで毎年夏休みにじゅうろくプラザで開催していた。策伝大賞とは異なるトーナメント方式による対戦方式。高座内容の自由度が大きく、大谷皿屋敷、まんじゅう大帝国、竹本拓太夫、春風亭いっ休、桂小文吾（7代目）などの異色の才能が発掘された。2019年（平成31年）4月、主催者の男性の不祥事による在宅起訴を受け、以降開催が中断。

#### じゅげむ杯 学生落語選手権大会
上記てんしき杯の中止後、2019年（令和元年）の「広瀬杯」（静岡県島田市）の開催を経て、2020年（令和2年）に東京都・清瀬けやきホールで開催。

#### 落研グランプリ
主催は関東落研連合。2021年（令和3年）8月28日、YouTube配信で決勝を開催。優勝・巳家法師（みっかぼうず、国際基督教大学）、準優勝・千里家紀流 (関西大学）、3位・六松亭覇づれ（九州大学)。審査委員長：入船亭小辰、副審査委員長：昔昔亭喜太郎。

#### おばま学生落語まつり・桂福丸杯 学生落語選手権
主催：若狭小浜ちりとて落語の会。大学生の新作落語大会「桂福丸杯」を中心に、落語研究会相互の交流と発展を目指した。小浜市で2024年（令和6年）8月30日・31日開催予定だったが、台風10号による交通網寸断のため、一週間ずらして一部企画を中止・変更して開催された。審査員は桂福丸・露の紫だったが、福丸・桂小留・桂源太に変更となった。

#### ピロス杯 新さっぽろ全国大学対抗 新作落語選手権
2025（令和7）年新さっぽろアークシティホテルで第1回を開催。「二松亭牛若丸」の芸名で1986年に白鶴杯関東大学落語選手権に優勝、北海道で教員のかたわら新さっぽろ駅「サンピアザ劇場」やカラオケ店「カラオケピロス」で東京の落語家を招いての落語会を「あのころのオチケン」名義で開催する男性により企画。8分以内のオリジナル新作落語を演じる大学生が対象、落語研究会未所属者も応募可。

#### 全日本大学生お笑い選手権大会 〜お笑いインターカレッジ〜 大学お笑い日本一決定戦
主催は全日本大学生お笑い協会。2007年（平成19年）より開催。

#### 全国学生落語真打大会inあじしま
宮城県石巻市が網地島にて2007年（平成19年）より開催していた。決勝出場者には、入舟辰乃助（優勝）、劇団「地蔵中毒」かませけんたなどがいる。
- 主催：全国学生落語真打大会実行委員会
- 後援：石巻市ほか

#### 戸倉上山田温泉座 学生寄席選手権大会
- 1998年（平成10年） - 2000年（平成12年）、長野県更級郡上山田町 （当時）、上山田文化会館で開催。審査委員長・立川談志[18][19]。春風亭一之輔や現・NHKアナウンサーの松岡忠幸[20]、かもめんたる・岩崎う大[21](予選）などが出場している。

#### 高田文夫杯争奪 大学落研コンペティション
- 大銀座落語祭で開催。

#### 白鶴杯 関東大学落語選手権
- 主催：毎日新聞社・スポーツニッポン新聞社、TBSラジオ。第１回グランプリは現・柳家喬太郎「純情日記 横浜編」。今岡謙太郎（現・武蔵野美術大学教授）などが出場した。

## 小・中・高の落語研究会
小中学校の教科書で国語の教材として落語が取り上げられており、学校寄席などが各学校で開催されることもあり、教育方面からの落語への関心は高まっている。
2013年から2016年にかけては、BSフジで「落語小僧」が放送され、ジュニア落語家の高座を放送した。
課外活動として生徒が落語を演じる形での落語研究会の活動は、今でも関東を中心に中学校、高等学校においても落語研究会もしくはそれに準ずる部活動が設置されているケースがある。2013年からの島根県奥出雲町立高尾小学校における生徒の落語実演の継続を通しての積極性の育成と地域の住民への笑いの提供などの活動内容は高く評価され、2022年に博報賞（博報堂教育財団）と子どもたちのこころを育む活動表彰（パナソニック教育財団）の複数の表彰を受けた。ただ、落語を生徒ひとりずつに丁寧に教えるのは通常人数の学級では実際には困難で、小規模校での実践がほとんどである。
また、地方自治体やその外郭団体が、落語家の講師を招いて落語を学ぶワークショッププログラムを開催することも増えてきた。2005年より愛知県大府市ではプロ落語家を講師に小学生を対象として実施する「大府の笑学校」がスタート、修了生は「笑学生落語クラブ」で落語ボランティアとして地元天狗連と共に活動している。
愛好者単独での活動になることも多く、中心人物の卒業・異動（教職員の場合）とともに活動が終了することも多い。連合組織や他校交流会が開かれることはほとんどなく、小中高生向けの大会や寄席も地域おこしなども含めた目的で限られた地域での開催が多く、外部に情報が発信されず存在が知られていない個人や団体も多い。

### 全国の主な落語研究会(中学高校)
中学校、高校の落研は人口が多く寄席や落語会が多く開かれている関東圏に集中している。また、中学校や女子校に落研が存在することは稀で、そのほとんどが共学もしくは男子校の高校に設置されている。

#### 落語研究会がある中学校・高等学校
- 都立杉並高校（落語研究会）(東京都)
- 徳島文理中学校・高等学校（落語研究会）(徳島県)
- 中央大学杉並高校（落語研究会）(東京都)
- 千葉県立東葛飾高等学校（落語研究部）(千葉県)
- 立教新座高等学校（落語研究会）(埼玉県)
- 國學院高等学校（落語研究部）(東京都)
- 女子学院中学校・高等学校（落語研究班）(東京都)
- 埼玉県立浦和高等学校（落語研究部）(埼玉県)
- 芝中学校・高等学校（落語研究部）(東京都)
- 海城中学校・高等学校（古典芸能部"落語の他にも古典芸能全般について活動")(東京都)
- 福岡工業大学附属城東高等学校(落語同好会)　(福岡県)
- 東京都立国立高等学校(落語研究部)　(東京都)
- 茗溪学園中学校高等学校（落語研究会)（茨城県）
- 長野県松本深志高等学校(落語研究会)　(長野県)
- 東京学芸大学附属高等学校(落語研究同好会)　(東京都)
- 墨田区立寺島中学校（落語研究部）（東京都）

#### 連合組織
ほとんどの団体において他校との連合組織などは存在しないが、一部の学校間では交流を深めている事例も存在する。
- 関東中高落研連合
  - 海城中学校・高等学校　古典芸能部
  - 埼玉県立浦和高等学校　落語研究部
  - 芝中学校・高等学校　落語研究部
  - 中央大学杉並高等学校 落語研究会

## 小中高生向けの寄席・落語大会
全国の寄席、落語大会等において小中高生向け・小中高生の参加も受付けているもの、小中高生の出場実績がある大会は以下の通りである。（終了したものも含む）
- 「学生寄席」東京都中野区（中高生も参加可）
- 「全国高校生落語大会選手権」東京都杉並区
- 「笑顔甲子園」愛媛県新居浜市（落語参加も可、日本国内在住の高校生（高専生は3年まで）、2011年～）
- 「ひむかの国 こども落語全国大会」宮崎県日向市（小・中・高生対象、2009年～2025年）[29]
- 「キッズ落語北海道大会in砂川」北海道砂川市（小・中・高生対象、2017年～）
- 「ちりとてちん杯 全国女性落語大会」福井県小浜市（女性のみ、年齢・経歴（プロアマ)不問、国籍不問、2008年～）
- 「新人お笑い尼崎大賞 落語部門」兵庫県尼崎市（年齢・性別・国籍不問、落語部門は2012年～）
- 「出石永楽館 全国子ども落語大会」兵庫県豊岡市（中学3年生以下対象、2018年～）
- 「落語甲子園」（高校１年～３年在学者対象、2022年～）＊運営主体は上記「出石永楽館～」。中学卒業後の大会出場者の受け皿として創設。[30]
- 「新作落語コンテスト」東京都目黒区（条件は「落語のアマチュアであること」、自作の「目黒」にちなんだ落語（テーマは年によって異なる）で参加、2021年～ )
- 「伊勢原素人落語大会」神奈川県伊勢原市（参加資格は「素人の方に限る」、年齢制限なし、古典落語限定、2021年～）[31]
- 「藤沢宿・全日本素人落語フェスティバル」神奈川県藤沢市（参加資格は「素人落語家」。年齢層、性別、国籍を問わない。2021年～）

### 小・中・高校時代、上記の大会に出場経験を持つプロの落語家
- 桂小文吾　＊漫才として出場（当時の芸名：劇団カレーパン）
- 桂枝之進　（当時の芸名：鯉鮎（りねん）亭ボタン）
- 春風亭弁橋
- 桂文りん　（当時の芸名：ぷりん亭芽りん）

## 落語研究会を題材とした作品

### 小説
- 大倉崇裕 『オチケン!』（理論社ミステリーYA!）

（コメディでなくミステリー小説である。）
- 並木飛暁『いざ、しゃべります。』（KADOKAWA メディアワークス文庫、2019年）
- 喜多川泰『おあとがよろしいようで』（幻冬舎、2023年）

- 野坂昭如 『ああ軟派全落連』（1974年）

### 映画
多数にわたるため、代表的な作品を記す。
- 「の・ようなもの」（日本ヘラルド） 森田芳光（日本大学芸術学部落語研究会OB）監督デビュー作 [32]
  - この映画の落語研究会は高校の部活。
  - DVDは角川エンタテインメントより発売。
- 「花とアリス」 岩井俊二監督 [33]
  - 短編、長編（東宝）の両バージョンとも。
  - この映画の落語研究会も高校の部活。
  - 主演は鈴木杏（落語研究会部員役。高座名：花家ピュンピュン丸）
  - 落語研究会の男の部員と少女二人（鈴木杏と蒼井優）との三角関係というストーリー。
- 「羽織の大将」（東宝）
  - 主演のフランキー堺は大学の落語研究会部員で、「全落連」委員長という役（フランキーの卒業間際のシーンから始まるので、落語研究会そのものは描かれない）。
  - フランキー自身は先述の小沢・加藤・大西らと麻布の同級生で、ともに落語に耽溺した。
- 「喜劇 冠婚葬祭入門」（松竹）
  - 原作は塩月弥栄子（当時の大ベストセラー）。カメオ出演もしている。
  - 3代目古今亭志ん朝が、大学生で落語研究会部員の役として出演。
  - 主なキャストは三木のり平、倍賞美津子など。

### ラジオドラマ
- 『これが、私の落とし噺』（本田誠人作、NHK-FM、2021年1月9日）
  - 「ひむかの国 こども落語全国大会」をモデルにした物語[34]。

### 落語
- 柳家喬太郎（日本大学経商法落語研究会OB）
  - 「すみれ荘201号室」
  - 「純情日記横浜篇」

### マンガ
- 川島よしお 『おちけん』（双葉社アクションコミックス）
- 秋山はる『こたつやみかん』（講談社アフタヌーンコミックス）
- 島田ちえ『らくこばなし』（コンパスコミック）
- （原作）末永裕樹（作画）馬上鷹将（監修）林家けい木『あかね噺』（集英社ジャンプコミックス）学生である主人公が、プロの落語家を目指す過程で、学生落語選手権「可楽杯」に出場するエピソードが出てくる。

## 落語研究会出身の有名人

### プロの落語家
ここでは真打以上を記す。
- 6代目三遊亭円楽 - 青山学院大学落語研究会
- 三遊亭五九楽 - 春日部市立谷原中学校落語研究部
- 立川志ら玉 - 茨城大学落語研究会
- 柳家喜多八 - 学習院大学落語研究会
- 立川談慶 - 慶應義塾大学落語研究会
- 林家錦平 - 東海大学落語研究部
- 柳家一九 - 東海大学落語研究部
- 春風亭昇太 - 東海大学落語研究部（中退）※当時の高座名は「頭下位亭切奴」(とうかいていきりど)だった。
- 春風亭昇乃進 - 東海大学落語研究部
- 6代目古今亭今輔 - 東海大学落語研究部
- 春風亭柳雀 - 東海大学落語研究部
- 三遊亭萬橘 - 法政大学落語研究会
- 瀧川鯉八 - 法政大学落語研究会
- 入船亭扇辰 - 國學院大學落語研究会（中退、落語協会理事）
- 桂伸衛門 - 國學院大學落語研究会
- 古今亭右朝 - 日本大学芸術学部落語研究会
- 立川志らく - 日本大学芸術学部落語研究会（中退）
- 春風亭一之輔 - 日本大学芸術学部落語研究会
- 柳家わさび - 日本大学芸術学部落語研究会
- 古今亭菊寿 - 日本大学文理学部落語研究会
- 笑福亭里光 - 日本大学文理学部落語研究会
- 昔昔亭桃之助 - 日本大学文理学部落語研究会
- 柳家喬太郎 - 日本大学経商法落語研究会
- 林家ぼたん - 日本大学経商法落語研究会
- 五街道雲助 - 明治大学落語研究会（落語協会元理事） - 明治大学落語研究会
- 立川談之助 - 明治大学落語研究会
- 立川志の輔 - 明治大学落語研究会
- 立川談幸 - 明治大学落語研究会
- 立川寸志‐東京都立大学落語研究会
- 桂竹丸 - 駒澤大学落語くらぶ
- 三遊亭遊馬 - 駒澤大学落語くらぶ
- 桂文雀 - 駒澤大学落語くらぶ
- 桂小文治 - 専修大学落語研究会
- 立川談修 - 専修大学落語研究会
- 3代目柳家権太楼（落語協会常任理事）- 明治学院大学落語研究会 - ウェイバックマシン（2009年6月5日アーカイブ分）
- 三遊亭右紋 - 明治学院大学落語研究会
- 春風亭正朝 - 明治学院大学落語研究会
- 桃月庵白酒 - 早稲田大学落語研究会
- 立川晴の輔 - 東京農業大学落語研究会
- 三遊亭ときん - 東京農業大学落語研究会
- 5代目春風亭柳好 - 東京農業大学落語研究会（中退）
- 2代目立川小談志 - 愛知大学落語研究会
- 柳家燕弥 - 愛知大学落語研究会
- 笑福亭鶴瓶 - 京都産業大学落語研究会（中退）※当時の高座名は「童亭無学」だった。
- 3代目桂小春團治 - 立命館大学落語研究会
- 4代目桂塩鯛 - 立命館大学落語研究会（中退）
- 桂雀三郎 - 龍谷大学落語研究会 - ウェイバックマシン（2009年7月23日アーカイブ分）
- 林家染左 - 大阪大学落語研究部
- 立川文都 - 大阪学院大学落語研究会
- 桂文也 - 大阪学院大学落語研究会
- 笑福亭仁福 - 大阪学院大学落語研究会
- 2代目桂南天 - 大阪芸術大学落語研究寄席の会
- 桂文珍 - 大阪産業大学落語研究会
- 7代目笑福亭松喬 - 大阪産業大学落語研究会
- 3代目林家菊丸 - 大阪産業大学落語研究会（中退）
- 6代桂文枝（上方落語協会前会長） - 関西大学落語大学
- 桂文華 - 関西学院大学甲山落語研究会
- 桂吉弥 - 神戸大学落語研究会
- 桂坊枝 - 神戸学院大学落語研究会
- 古今亭菊丸 - 広島修道大学落語研究会
- 柳家福治 - 広島修道大学落語研究会
- 古今亭菊志ん - 愛媛大学落語研究会
- 桂よね吉 - 詫間電波工業高等専門学校（高専時代）
- 柳家小里ん - 東京都立江北高等学校（高校時代）
- 4代目桂春團治 - 大阪府立桜塚高等学校（高校時代）
- 3代目桂花團治 - 大阪府立桜塚高等学校（高校時代）
- 桂やまと - 中央大学落語研究会

### タレント・お笑い芸人・俳優等
落語のみならず漫才などもカバーする落語研究会が多いため、お笑い芸人も少なからず輩出している。
- 高田文夫（放送作家、タレント、評論家）
  - 「日本大学芸術学部落語研究会」所属
- 藤原紀香（ミス日本グランプリ、元CanCam専属モデル、女優）
  - 「親和女子高等学校落語研究会」所属
    - 高座名：親和亭かつお
- 三宅裕司（タレント）
  - 「明治大学落語研究会」所属
    - 高座名：4代目紫紺亭志い朝（5代目が立川志の輔）
- 斎藤洋介（俳優）
  - 「明治大学落語研究会」所属
- 渡辺正行（タレント）
  - 「明治大学落語研究会」所属
    - 高座名：6代目紫紺亭志い朝
- 南原清隆（お笑い芸人）
  - 「高松第一高等学校」落語研究会に所属
    - 高座名：想呂家はなぢ、朝起亭はなぢ
- 山寺宏一（声優・俳優）
  - 「東北学院大学落語研究会」所属
    - 高座名：波慣家文好
- 北野誠（タレント）
  - 「大阪市立高等学校落語研究会」所属
- 梅垣義明（俳優、WAHAHA本舗）
  - 「京都産業大学落語長屋」所属（中退）
    - 高座名：童亭梅三郎
- 博多華丸（博多華丸・大吉、漫才師）
  - 「福岡大学落語研究会」所属
    - 高座名：福々亭さろん
- 博多大吉（博多華丸・大吉、漫才師）
  - 「福岡大学落語研究会」所属
    - 高座名：福々亭こまんど
- マグナム小林（バイオリン漫談家)
  - 「早稲田大学寄席演芸研究会」所属
- やついいちろう（エレキコミック、お笑いコンビ）
  - 「創価大学落語研究会」所属
- 今立進（エレキコミック、お笑いコンビ）
  - 「創価大学落語研究会」所属
- 塙宣之（ナイツ、漫才師）
  - 「創価大学落語研究会」所属
- 土屋伸之（ナイツ、漫才師）
  - 「創価大学落語研究会」所属
- 米粒写経（お笑いコンビ）
  - 「早稲田大学落語研究会」所属
- ななまがり（お笑いコンビ）
  - 「大阪芸術大学落語研究寄席の会」所属
- タージン（タレント）
  - 「桃山学院大学落語研究会」所属
    - 高座名：地獄家但馬春
- 広川太一郎（声優）
  - 「日本大学芸術学部落語研究会」所属
- きくち英一（俳優）
  - 「日本大学芸術学部落語研究会」所属
- チョー（俳優・声優）
  - 「二松學舍大学落語研究会」所属
    - 高座名：硬屋雲行
- バカボン鬼塚 （ラジオパーソナリティ）
  - 「東海大学落語研究会」所属
    - 高座名：頭下位亭きんぴら
- 脳みそ夫（お笑い芸人）
  - 「法政大学落語研究会」所属
- ゲッターズ飯田（占い師、作家、放送作家、タレント、YouTuber）
  - 「日本福祉大学落語研究会」所属
- 村瀬みちゃこ（元お笑い芸人）
  - 「大阪市立大学落語研究会」所属
- 竹内一希（まんじゅう大帝国、お笑いコンビ）
  - 「日本大学芸術学部落語研究会」所属
    - 高座名：外楼一拝
- 田中永真（まんじゅう大帝国、お笑いコンビ）
  - 「東京理科大学落語研究会」所属
    - 高座名：六花亭空道
- 土岡哲朗（春とヒコーキ、お笑いコンビ）
  - 「青山学院大学落語研究会」所属
    - 高座名：歌舞家窓馬[35]
- ぐんぴぃ（春とヒコーキ、お笑いコンビ）
  - 「青山学院大学落語研究会」所属
    - 高座名：五里家馬七 [35]
- 大谷皿屋敷（劇団『地蔵中毒』主宰、劇作家）
  - 「北海道大学落語研究会』所属
    - 高座名：是家リアル
- 久保田 剛史（インデペンデンスデイ、お笑いコンビ）
  - 「名城大学落語研究会」所属
- 内藤 正浩（インデペンデンスデイ、お笑いコンビ）
  - 「名城大学落語研究会」所属
- コンプライアンス小松崎（ハナイチゴ、お笑いコンビ）
  - 「日本大学経商法落語研究会」所属
- ブラゴーリ（お笑いコンビ）
  - 「日本大学経商法落語研究会」所属
- おせつ（おせつときょうた、お笑いコンビ）
  - 「近畿大学落語講談研究会」所属
- ミルクボーイ (お笑いコンビ)
  - 「大阪芸術大学落語研究寄席の会」所属
- 4000年に一度咲く金指（お笑い芸人）
  - 「明治大学落語研究会」所属
- ヒコロヒー（お笑いタレント）
  - 「近畿大学落語講談研究会」所属
- 中島歩（俳優）
  - 「日本大学芸術学部落語研究会」所属
    - 高座名：大家主水
- 吉原怜那（ダウ90000）
  - 「東京大学落語研究会」所属
- シンクロニシティ（お笑いコンビ）
  - 「中央大学落語研究会」所属
- マリオネットブラザーズ（お笑いコンビ）
  - 「中央大学落語研究会」所属
- ニッキューナナ（お笑いコンビ）
  - 「創価大学落語研究会」所属
- 鈴木もぐら（空気階段）
  - 「大阪芸術大学落語研究寄席の会」所属（中退）
- 植田紫帆（オダウエダ）
  - 「大阪芸術大学落語研究寄席の会」所属
    - 高座名:田舎家南果
- 舘野忠臣（ネコニスズ）
  - 「大阪芸術大学落語研究寄席の会」所属
- エンジンコータロー
  - 「大阪芸術大学落語研究寄席の会」所属
- 上ノ薗公秀（ラジオパーソナリティ）
  - 「大阪学院大学落語研究会」所属
    - 高座名：恋枝亭愛志（こいしてい いとし）
- 沢村さくら（浪曲三味線）
  - 「千葉大学落語研究会」所属

### アナウンサー
- 川戸貞吉（元TBSアナウンサー）
  - 「早稲田大学落語研究会」所属
- 佐藤充宏（元NHKアナウンサー）
  - 「青山学院大学落語研究会」所属
    - 高座名：九々舎丹歌
- 佐々木正洋（元テレビ朝日アナウンサー）
  - 「慶應義塾大学落語研究会」所属
    - 高座名：8代目桂道楽
- 森たけし（元読売テレビアナウンサー）
  - 「青山学院大学落語研究会」所属
    - 高座名：6代目火の見家はん生
- 栗村智（元ニッポン放送アナウンサー）
  - 「中央大学落語研究会」所属
    - 高座名：9代目あたり家大穴
- 小木逸平（テレビ朝日アナウンサー）
  - 「中央大学落語研究会」所属
    - 高座名：11代目あたり家大穴
- 林田繁和（長崎放送アナウンサー）
  - 「長崎大学落語研究会」所属
    - 高座名：14代目長楽亭凡太[36]
- 福島暢啓（毎日放送アナウンサー）
  - 「龍谷大学落語研究会」所属
    - 高座名：きぬ乃家じん丹
- 松岡忠幸（NHKアナウンサー）
  - 「東京大学落語研究会」所属
- 三代澤康司（元ABCテレビアナウンサー）
  - 「大阪市立大学落語研究会」所属
    - 高座名：市大亭黄恋児
- 来栖正之（毎日放送アナウンサー）
  - 「千葉大学落語研究会」所属
- 北山靖（東海ラジオ放送アナウンサー）
  - 「関西学院大学落語研究会」所属
- 高畑誠（RSK山陽放送アナウンサー）
  - 「岡山大学落語研究会」元部長
- 伊賀透浩（宮崎放送アナウンサー）
  - 「日本大学落語研究会」所属
- 伊藤史隆（ABCテレビアナウンサー）
  - 「神戸大学落語研究会」所属
    - 高座名：拡益亭喜富
- 山田隆子（四国放送アナウンサー）
  - 「津田塾大学落語研究会」所属
    - 高座名：今家あいどる
- 雨宮萌果（元NHKアナウンサー）
  - 「法政大学落語研究会」所属
- 伊藤伸久（元岐阜放送アナウンサー）
  - 「明治大学落語研究会」所属
- 龍山康朗（RKB毎日放送アナウンサー）
  - 「九州大学落語研究会」所属
- 菊池幸見（IBC岩手放送アナウンサー）
  - 「法政大学落語研究会」所属
- 永野彰子（南海放送アナウンサー）
  - 「松山大学落語研究会」所属
- 粉川真一（宮崎放送アナウンサー）
  - 「亜細亜大学落語研究会」所属
- 玉城美智子（元琉球放送アナウンサー）
  - 「二松學舍大学落語研究会」所属
- 牧内直哉（元FMとやまアナウンサー）
  - 「日本大学芸術学部落語研究会」所属
- 高垣伸博（元毎日放送アナウンサー）
  - 「関西学院大学落語研究会」所属

### その他の有名人
- 児玉光雄（臨床心理学者）
  - 「京都大学落語研究会」創設者
    - 高座名：葵屋竹生
- さだまさし（シンガーソングライター、小説家）
  - 「國學院高等学校落語研究会」、「國學院大學落語研究会」所属
    - 高座名：飛行亭つい楽
- 桜井和寿（歌手、Mr.Childrenメンバー）
  - 「関東中学校落語研究会」所属
    - 高座名：一休寿
- とり・みき（漫画家）
  - 「明治大学落語研究会」所属
- 竜剛馬（プロレスラー）
  - 「東京大学落語研究会」元会長
東大で落研と学生プロレスの両方に所属[37]。剛竜馬のオマージュプロレスラー。
- 塚原俊平（政治家）
  - 「成蹊大学落語研究会」所属
- 木村仁（政治家）
  - 「東京大学落語研究会」所属
    - 高座名：もらい亭全遊
- 木挽司（政治家）
  - 「関西大学落語研究会」所属
- 遠藤彰良（政治家、徳島市長）
  - 「青山学院大学落語研究会」所属
- 吉田正樹（ワタナベエンターテインメント会長）
  - 「東京大学落語研究会」所属
- 関三喜夫（エッセイスト、広告デザイナー）
  - 「東京大学落語研究会」元会長
- 雨宮正佳（銀行家、元日本銀行副総裁）
  - 「東京都立青山高等学校落語研究会」所属[38]
- 小杉善信（会社役員、日本テレビ放送網顧問）
  - 「一橋大学落語研究会」所属
- 山本文緒（作家）
  - 「神奈川大学落語研究会」所属
    - 高座名：則巻家あられ
- 吉田晴乃（BTジャパン代表取締役社長、経団連副議長）
  - 「立教女学院高等学校落語研究会」所属
    - 高座名：世間体はばからず
- 伊藤享司（あかのれんホールディングス会長）
  - 「立命館大学落語研究会」所属
- どくさいスイッチ企画（新作落語作家、作家）
  - 「大阪大学落語研究会」所属、第7回「策伝大賞」受賞者
    - 高座名：銀杏亭魚折
- 朝倉かすみ（作家）
  - 「北海道武蔵女子短期大学落語研究会」所属
    - 高座名：ねこ家にゃん
- 小西マサテル（放送作家・作家）
  - 「高松第一高等学校落語研究会」所属
    - 高座名：朝起亭めやに、想呂家ねっく